# San Demetrio Corone
San Demetrio Corone – miejscowość i gmina we Włoszech, w regionie Kalabria, w prowincji Cosenza.
Według danych na rok 2004 gminę zamieszkiwały 3923 osoby, 68,8 os./km².